# Liste der Naturdenkmale in Demerath
Die Liste der Naturdenkmale in Demerath nennt die im Gemeindegebiet von Demerath ausgewiesenen Naturdenkmale (Stand 4. Juni 2024).

## Ehemalige Naturdenkmale
| Nr. | Bezeichnung    | Lage                                                    | Beschreibung | Bild                                    |
| --- | -------------- | ------------------------------------------------------- | --- | --------------------------------------- |
|     | Hudebuche      | nördlich des Ortes an der K 22; Flur Bei der Buche Lage | Fagus sylvatica, um 1800 gepflanzt; vor 2010 gefällt und durch Nachpflanzung ersetzt                                                  | Direkt Bild zu diesem Denkmal hochladen |
|     | Freiheitseiche | Talstraße, bei Nr. 2 (Kirche St.Peter und Paul) Lage    | Quercus sp., um 1800 gepflanzt; 2003 gefällt und durch Nachpflanzung ersetzt                                                          | Direkt Bild zu diesem Denkmal hochladen |
|     | Alte Buche     | Bergstraße, bei Nr. 5 Lage                              | Fagus sylvatica, um 1750 gepflanzt; 25 m hoch bei 3,0 m Brusthöhenumfang und 22 m Kronendurchmesser; Rechtsverordnung 2002 aufgehoben | Direkt Bild zu diesem Denkmal hochladen |